# Henri Cuenat
Henri Cuenat (* 28. März 1840 in Pruntrut; † 25. März 1918 ebenda) war ein Schweizer Politiker (FDP) und Richter. Von 1881 bis 1896 gehörte er dem Nationalrat an.

## Biografie
Cuenat besuchte das Kollegium in seinem Geburtsort. 1860 begann er ein Rechtsstudium in Strassburg, das er 1861 in Bern fortsetzte. 1867 erhielt er das Anwaltspatent, woraufhin er bis 1878 sowie erneut ab 1884 als Rechtsanwalt in Pruntrut tätig war. Von 1878 bis 1891 amtierte er als Gerichtspräsident des Amtsbezirks Pruntrut, danach bis 1894 als Oberamtmann. 1889 gründete Cuenat in Pruntrut eine Niederlassung des Schweizerischen Volksbank und gehörte ab 1894 deren Verwaltungsrat an. In der Schweizer Armee hatte er den Rang eines Majors inne.
Seine politische Karriere begann 1869 mit der Wahl in den Gemeinderat von Pruntrut, dem er neun Jahre lang angehörte. Von 1871 bis 1874 sowie von 1894 bis 1906 war Cuenat Mitglied des Grossen Rates des Kantons Bern. Während des Kulturkampfs vertrat er radikale antiklerikale Positionen und publizierte die Gazette du village. Cuenat trat zu den Nationalratswahlen 1881 an und wurde im Wahlkreis Jura gewählt. Ab 1890 vertrat er den Wahlkreis Nordjura. 1896 trat er aus dem Nationalrat zurück. Drei Jahre später kandidierte er ein weiteres Mal, blieb jedoch erfolglos.